# Thomas Herbert
Sir Thomas Herbert (1606. – 1682.)  bio je engleski putopisac i povjesničar. Rođen je u obitelji Yorkshire, a studirao je na sveučilištima Cambridge i Oxford. Od 1647. bio je član kraljevskog društva Karla I. sve do njegova pogubljenja.
U ranijoj dobi uspostavio je kontakte s perzijskom veleposlanstvom i putovao je diljem Irana, nakon čega je objavio svoje putopise. Na putovanjima je pokušavao dešifrirati klinasto pismo s glinenih pločica u Mezopotamiji i Perzepolisu. Tijekom prvog građanskog rata bio je gorljiv pristaša parlamenta, pa je pristupio novoj kraljevskoj vojsci koja nije sumnjala u njegovu lojalnost. Mišljenja oko Herbertove predanosti kralju Karlu I. variraju i predmet su rasprave. Godine 1678. izdao je djelo Threnodia Carolina na temu zadnje dvije godine života Karla I.

## Vanjske poveznice
- Djela Thomasa Herberta  Arhivirana inačica izvorne stranice od 14. listopada 2012. (Wayback Machine) (engl.)